# Свердловский округ
Свердло́вский о́круг — административно-территориальная единица Уральской области РСФСР, существовавшая в 1923—1930 годах. Административный центр округа — город Свердловск.

## История
12 ноября 1923 года был образован Екатеринбургский округ в составе  Уральской области РСФСР. Решением президиума Уралоблисполкома от 27 февраля 1924 года в состав Екатеринбургского округа были включены 3 горсовета и 15 районов. 
14 октября 1924 года после переименования города Екатеринбург в Свердловск, округ был переименован в Свердловский. 
В 1925 году в процессе корректировки налоговой нагрузки на районы, в составе Свердловского округа был выделен дополнительно Бисертский район, в который включена часть территории Сергинского района и Ачитского района Кунгурского округа. 
Являлся наиболее экономически развитым округом  Уральской области (объем промышленной продукции в 1926 составлял 62 961 тыс. руб., или свыше 22 % всей промышленной продукции Уральской области). 
Упразднен 9 августа 1930 года в связи с ликвидацией окружного деления согласно постановлению ЦК ВКП(б) от 15 июля 1930 года и решению ВЦИК СССР от 9 августа 1930 года.

## Административно-территориальное деление
По состоянию на 20 апреля 1926 Свердловский округ включал 3 горсовета, 18 районов, 172 сельсовета, 1338 населенных пунктов:
- 3 горсовета
  - Свердловский,
  - Кыштымский,
  - Невьянский
- 18 районов
  - Арамильский,
  - Белоярский,
  - Березовский,
  - Бисертский,
  - Егоршинский,
  - Каслинский,
  - Кыштымский,
  - Михайловский,
  - Невьянский,
  - Нижне-Сергинский,
  - Нязепетровский,
  - Первоуральский,
  - Полевской,
  - Режевской,
  - Сергинский,
  - Староуткинский,
  - Сысертский,
  - Уфалейский.